# 波琼德
波琼德，是匈牙利杰尔-莫雄-肖普朗州所辖的一个村。总面积2.84平方公里，总人口107，人口密度37.7人/平方公里（2011年1月1日）。